# Llengua okanagan
L'okanagan o Colville-Okanagan és una llengua salish originalment parlada pels pobles indígenes dels voltants del riu Okanagan i el riu Columbia, a l'actual Canadà i els Estats Units. Com a conseqüència de la colonització britànica, americana i canadenca durant el segle xix i la repressió de les llengües indígenes, l'ús del colville-okanagan va declinar dràsticament.
El colville-okanagan, actualment, es troba en perill greu, ja que poca gent està disposada a aprendre la llengua (ja sigui com a primera o segona llengua). Hi queden aproximadament 150 persones que saben parlar la llengua amb fluïdesa, la majoria de les quals viu a la Colúmbia britànica. La llengua actualment es considera moribunda i no hi ha parlants més joves de 50 anys que hagin après l'okanagan com a llengua materna. Tot i això, l'okanagan és la llengua salish segona més parlada, després del shuswap.

## Història i descripció
Històricament, va tenir el seu origen en una protollengua parlada arreu del riu Columbia, anomenada (en anglès) Proto Southern Interior Salish. Com a resultat de l'expansió de l'okanagan previ al contacte europeu, la llengua va desenvolupar tres dialectes, la variació de les quals és principalment de naturalesa fonètica.
La majoria del lèxic s'origina directament del proto-salish. Algunes paraules són manlleus de llengües veïnes (shahaptianes i kutenai), o (més recentment) de l'anglès i del francès. L'okanagan s'utilitzava de forma exclusivament oral fins a finals del segle xix, després, sacerdots i lingüistes van començar a transcriure la llengua per fer llistes de paraules, diccionaris, gramàtiques i traduccions. Actualment s'escriu amb l'alfabet llatí i alfabet fonètic americanista.
L'okanagan, en la llengua mateixa, es diu n̓səl̓xcin̓ o nsyilxcn.

## Revitalització
En el 2012, el CBC va presentar un informe sobre una família que ensenya el n̓səl̓xcin̓ als nens.
De moment, hi ha cinc organitzacions sense ànim de lucre que donen suport a la revitalització i l'aprenentatge de l'okanagan: Paul Creek Language Association, En'owkin Centre, Hearts Gathered Waterfall Montessori, Salish School of Spokane, Inchelium Language and Culture Association.

## Fonologia

### Consonants
|            |           | Bilabial | Alveolar | Alveolar | Palatal | Velar    | Velar  | Uvular | Uvular | Glotal |
| Central    | Lateral   | Bilabial | Senzilla | Labial   | Palatal | Senzilla | Labial |        |        | Glotal |
| ---------- | --------- | -------- | -------- | -------- | ------- | -------- | ------ | ------ | ------ | ------ |
| Nasal      | Senzilla  | m        | n        |          |         |          |        |        |        |        |
| Nasal      | glotal.   | mˀ       | nˀ       |          |         |          |        |        |        |        |
| Oclusiva   | Senzilla  | p        | t        |          | tʃ      | k        | kʷ     | q      | qʷ     | ʔ      |
| Oclusiva   | ejec.     | pʼ       | tʼ       |          | tʃʼ     | kʼ       | kʷ'    | qʼ     | qʷ'    |        |
| Fricativa  | Fricativa |          | s        | ɬ        |         | x        | xʷ     | χ      | χʷ     | h      |
| Aproximant | Senzilla  |          |          | l        | j       | ɣ        | w      |        |        |        |
| Aproximant | glotal.   |          |          | lˀ       | jˀ      |          | wˀ     |        |        |        |
| Vibrant    | Senzilla  |          | r        |          |         |          |        |        |        |        |
| Vibrant    | glotal.   |          | rˀ       |          |         |          |        |        |        |        |

### Vocals
Les vocals del dialecte dels llacs són: [i], [un], [u], [ə], i [o]. L'[o] es troba només en manlleus. L'estrès caurà només en les vocals plenes [i], [a], i [u].

## Morfologia
La morfologia okanagan és força complexa. La majoria de la informació gramatical es col·loca directament en el predicat mitjançant afixos i clítics.

### Marcadors de persona
L'okanagan demostra molta flexió quan es tracta de persones, número, i gènere. La llengua codifica la persona via una sèrie de prefixos i sufixos, i utilitza el seu sistema de números juntament amb pronoms en plural per fer veure el nombre d'actors dins d'una frase.

### Cas absolutiu
Marcadors de l'absolutiu només poden ser utilitzats si el predicat de la frase és intransitiu. Marcadors de persona no ocorren mai sense un verb intransitiu acompanyant-los.

### Cas possessiu
Possessives senzilles són sobretot resultats de prefixació i circumfixació en un verb. Tanmateix, l'okanagan utilitza possessives senzilles com a formes d'aspecte en el verb de maneres molt complexes.

### Cas ergatiu
En el cas dels verbs la morfologia okanagan té diverses maneres d'expressar transitivitat. El primer és un conjunt de regles per als verbs que només tenen un únic objecte directe. Hi ha dos marcadors de persona en el cas ergatiu, tònic i àton.

### Cas acusatiu
Hi ha dos conjunts d'afixos. Ambdós contenen dos membres que determinen la composició d'un verb. El primer conjunt és compost dels afixos –nt-, i -ɬt-, i el segon de –st- i x(i)t- on ‘i' és una vocal accentuada.